# Tom Goes to the Mayor
 (août 2021).
Tom Goes to the Mayor est une série d'animation pour adultes américaine créée par le duo Tim & Eric (Tim Heidecker et Eric Wareheim) et diffusée sur la chaîne Adult Swim de novembre 2004 à septembre 2006 avec un total de 31 épisodes dont un spécial.
Cette série est inédite dans tous les pays francophones.

## Origine
La série est basée sur un court-métrage éponyme, produit en 2002, que Tim & Eric ont présenté à divers festivals de films indépendants. Le duo a également envoyé des copies à leurs comédiens favoris, dont Bob Odenkirk qui décida de produire la série avec eux.